# Bronski Beat
Bronski Beat waren eine britische Synthie-Pop-Gruppe der 1980er Jahre. Sie bestand aus Steve Bronski und Larry Steinbachek, die für Keyboard und Perkussion zuständig waren, und dem Sänger Jimmy Somerville aus Greenock, Schottland. Alle Mitglieder des Trios waren offen schwul, was sich in ihren Liedern widerspiegelte, die oft politische Kommentare zu homosexuellen Themen enthielten.

## Geschichte
Die Gruppe wurde 1983 gegründet. Im folgenden Jahr erschien ihre Debütsingle Smalltown Boy, die von einem Jungen handelt, der von seinen Mitmenschen aufgrund seiner Homosexualität verachtet wird. Die folgende Single Why? handelte von demselben Thema, jedoch war das Lied sowohl textlich als auch musikalisch dunkler und härter.
Ende 1984 veröffentlichte die Gruppe das Album The Age of Consent. Auf der Innenhülle der LP war das Schutzalter für homosexuelle Handlungen in den verschiedenen Ländern der Welt dargestellt. Auf der dritten Single It Ain’t Necessarily So werden drei Geschichten des Alten Testaments interpretiert (David gegen Goliath aus 1. Buch Samuel, Jona, Mose Geburt aus 2. Buch Mose), der Text stammt von Ira Gershwin und wurde schon 1935 in der Oper Porgy and Bess uraufgeführt. Die Klarinetten-Soli wurden von Richard Coles gespielt, mit dem Somerville später The Communards gründete. 1985 nahm Bronski Beat zusammen mit Marc Almond ein Medley auf, das sich aus den Liedern I Feel Love, Love to Love You Baby (beide im Original von Donna Summer) und Johnny Remember Me (im Original von John Leyton) zusammensetzte.
Im selben Jahr fand auch im Electric Ballroom in London das Benefizkonzert Pits and Perverts mit Bronski Beat als Hauptact statt. Das Konzert wurde von der Gruppe Lesbians and Gays Support the Miners im Zuge des Bergarbeiterstreiks 1984/'85 organisiert, um die Bergarbeiter finanziell gegen Margaret Thatcher zu unterstützen.
Kurz danach verließ Somerville die Band und gründete mit Coles The Communards. Bei Bronski Beat stieg der Sänger John Foster ein, der deutlich unpolitischer war und nicht über eine solche prägnante Stimme wie Somerville verfügte. Die Single Hit That Perfect Beat war wieder ein großer Erfolg. Danach folgten das weniger erfolgreiche Lied C’mon! C’mon! und das Album Truthdare Doubledare. Danach wurde es ruhiger um die Gruppe. 1989 hatte sie mit Cha Cha Heels noch einmal einen Top-40-Erfolg, in Zusammenarbeit mit der US-amerikanischen Sängerin Eartha Kitt.
1995 scheiterte ein Comebackversuch der Band mit dem Album Rainbow Nation, das Remixe alter Lieder und neue Songs enthält. Larry Steinbachek, der Perkussionist der Gruppe, starb im Dezember 2016 im Alter von 56 Jahren an den Folgen einer Krebserkrankung. Steve Bronski, der in seinen letzten Lebensjahren an den Folgen eines Schlaganfalls litt, starb im Dezember 2021 im Alter von 61 Jahren bei einem Wohnungsbrand in London durch eine Rauchgasvergiftung.

## Diskografie

### Studioalben
| Jahr | Titel                  | Höchstplatzierung, Gesamtwochen, AuszeichnungChartplatzierungen (Jahr, Titel, Platzierungen, Wochen, Auszeichnungen, Anmerkungen) | Höchstplatzierung, Gesamtwochen, AuszeichnungChartplatzierungen (Jahr, Titel, Platzierungen, Wochen, Auszeichnungen, Anmerkungen) | Höchstplatzierung, Gesamtwochen, AuszeichnungChartplatzierungen (Jahr, Titel, Platzierungen, Wochen, Auszeichnungen, Anmerkungen) | Höchstplatzierung, Gesamtwochen, AuszeichnungChartplatzierungen (Jahr, Titel, Platzierungen, Wochen, Auszeichnungen, Anmerkungen) | Höchstplatzierung, Gesamtwochen, AuszeichnungChartplatzierungen (Jahr, Titel, Platzierungen, Wochen, Auszeichnungen, Anmerkungen) | Anmerkungen                                                                                             |
| Jahr | Titel                  | DE | AT | CH | UK | US | Anmerkungen                                                                                             |
| ---- | ---------------------- | --- | --- | --- | --- | --- | --- |
| 1984 | The Age of Consent     | DE10 Gold · (31 Wo.)DE | — | CH7 (7 Wo.)CH | UK4 Platin · (53 Wo.)UK | US36 (25 Wo.)US | Erstveröffentlichung: 8. Oktober 1984 Produzent: Mike Thorne                                            |
| 1985 | Hundreds and Thousands | — | — | — | UK24 Silber · (6 Wo.)UK | — | Erstveröffentlichung: 9. September 1985 Produzent: Mike Thorne Remixalbum, in den USA als EP erschienen |
| 1986 | Truthdare Doubledare   | DE21 (9 Wo.)DE | AT20 (8 Wo.)AT | CH9 (5 Wo.)CH | UK18 (6 Wo.)UK | US147 (6 Wo.)US | Erstveröffentlichung: 28. April 1986 Produzent: Adam Williams                                           |

Weitere Alben
- 1995: Rainbow Nation
- 2017: The Age of Reason

### Kompilationen
| Jahr | Titel                            | Höchstplatzierung, Gesamtwochen, AuszeichnungChartplatzierungen (Jahr, Titel, Platzierungen, Wochen, Auszeichnungen, Anmerkungen) | Höchstplatzierung, Gesamtwochen, AuszeichnungChartplatzierungen (Jahr, Titel, Platzierungen, Wochen, Auszeichnungen, Anmerkungen) | Höchstplatzierung, Gesamtwochen, AuszeichnungChartplatzierungen (Jahr, Titel, Platzierungen, Wochen, Auszeichnungen, Anmerkungen) | Höchstplatzierung, Gesamtwochen, AuszeichnungChartplatzierungen (Jahr, Titel, Platzierungen, Wochen, Auszeichnungen, Anmerkungen) | Anmerkungen                                                                               |
| Jahr | Titel                            | DE | AT | CH | UK | Anmerkungen                                                                               |
| ---- | -------------------------------- | --- | --- | --- | --- | ----------------------------------------------------------------------------------------- |
| 1990 | The Singles Collection 1984/1990 | DE4 Gold · (50 Wo.)DE | AT10 (13 Wo.)AT | CH4 Platin · (25 Wo.)CH | UK4 (26 Wo.)UK | Erstveröffentlichung: 12. November 1990 Jimmy Somerville, Bronski Beat und The Communards |
| 2002 | The Very Best Of                 | DE49 (1 Wo.)DE | — | — | UK29 Gold · (5 Wo.)UK | Erstveröffentlichung: 3. September 2001 Jimmy Somerville, Bronski Beat und The Communards |

Weitere Kompilationen
- 2009: For a Friend: The Best Of (Jimmy Somerville, Bronski Beat und The Communards; 2 CDs)
- 2014: Dance & Desire: Rarities & Videos (Jimmy Somerville, Bronski Beat und The Communards; 2 CDs + DVD)
- 2018: The Age of Remix

### Singles
| Jahr | Titel Album                                                 | Höchstplatzierung, Gesamtwochen, AuszeichnungChartplatzierungen (Jahr, Titel, Album, Platzierungen, Wochen, Auszeichnungen, Anmerkungen) | Höchstplatzierung, Gesamtwochen, AuszeichnungChartplatzierungen (Jahr, Titel, Album, Platzierungen, Wochen, Auszeichnungen, Anmerkungen) | Höchstplatzierung, Gesamtwochen, AuszeichnungChartplatzierungen (Jahr, Titel, Album, Platzierungen, Wochen, Auszeichnungen, Anmerkungen) | Höchstplatzierung, Gesamtwochen, AuszeichnungChartplatzierungen (Jahr, Titel, Album, Platzierungen, Wochen, Auszeichnungen, Anmerkungen) | Höchstplatzierung, Gesamtwochen, AuszeichnungChartplatzierungen (Jahr, Titel, Album, Platzierungen, Wochen, Auszeichnungen, Anmerkungen) | Höchstplatzierung, Gesamtwochen, AuszeichnungChartplatzierungen (Jahr, Titel, Album, Platzierungen, Wochen, Auszeichnungen, Anmerkungen) | Anmerkungen |
| Jahr | Titel Album                                                 | DE | AT | CH | UK | US | Dance | Anmerkungen |
| ---- | ----------------------------------------------------------- | --- | --- | --- | --- | --- | --- | --- |
| 1984 | Smalltown Boy The Age of Consent                            | DE3 (20 Wo.)DE | — | CH2 (14 Wo.)CH | UK3 ×2Doppelplatin · (35 Wo.)UK | US48 (16 Wo.)US | Dance1 (13 Wo.)Dance | Erstveröffentlichung: 21. Mai 1984 Autoren: Jimmy Somerville, Larry Steinbachek, Steve Bronski |
| 1984 | Why? The Age of Consent                                     | DE5 (16 Wo.)DE | — | CH7 (9 Wo.)CH | UK6 Silber · (12 Wo.)UK | — | Dance27 (11 Wo.)Dance | Erstveröffentlichung: 10. September 1984 Autoren: Jimmy Somerville, Larry Steinbachek, Steve Bronski |
| 1984 | It Ain’t Necessarily So The Age of Consent                  | DE31 (9 Wo.)DE | — | — | UK16 (12 Wo.)UK | — | — | Erstveröffentlichung: 19. November 1984 Autoren: George und Ira Gershwin Original: John Bubbles, 1935 |
| 1985 | I Feel Love (Medley) The Age of Consent                     | DE16 (12 Wo.)DE | — | CH23 (3 Wo.)CH | UK3 Silber · (14 Wo.)UK | — | Dance20 (9 Wo.)Dance | Erstveröffentlichung: 8. April 1985 mit Marc Almond; Medley inkl. I Feel Love / Love to Love You Baby / Johnny Remember Me Autoren: Donna Summer, Giorgio Moroder, Pete Bellotte, Geoffrey Goddard Originale: Donna Summer, 1977/1975 / John Leyton, 1961 |
| 1985 | Hit That Perfect Beat Truthdare Doubledare                  | DE4 (15 Wo.)DE | AT11 (12 Wo.)AT | CH3 (10 Wo.)CH | UK3 Silber · (14 Wo.)UK | — | Dance7 (10 Wo.)Dance | Erstveröffentlichung: 18. November 1985 Autoren: John Foster, Larry Steinbachek, Steve Bronski |
| 1986 | C’mon! C’mon! Truthdare Doubledare                          | DE32 (10 Wo.)DE | — | — | UK20 (7 Wo.)UK | — | Dance17 (7 Wo.)Dance | Erstveröffentlichung: 17. März 1986 Autoren: John Foster, Larry Steinbachek, Steve Bronski |
| 1989 | Cha Cha Heels –                                             | — | — | — | UK32 (7 Wo.)UK | — | — | Erstveröffentlichung: 19. Juni 1989 mit Eartha Kitt, Autor: Steve Bronski |
| 1991 | Smalltown Boy (1991 Remix) The Singles Collection 1984/1990 | DE28 (9 Wo.)DE | — | — | UK32 (4 Wo.)UK | — | — | Erstveröffentlichung: 21. Januar 1991 mit Jimmy Somerville, Remix: Stephen Hague |

Weitere Singles
- 1985: Run from Love
- 1986: This Heart
- 1990: I’m Gonna Run Away from You
- 1991: One More Chance
- 1991: What More Can I Say?
- 1993: Why??? (Remix)
- 1994: Smalltown Boy ’94
- 1995: Kickin’ Up the Rain / Hit That Perfect Beat Boy ’95
- 1995: Why ’95 / Kickin’ Up the Rain
- 1995: I Luv the Nightlife / Hit That Perfect Beat Boy ’95
- 1995: Megamix

## Auszeichnungen für Musikverkäufe
| Goldene Schallplatte - Dänemark - 2025: für die Single Smalltown Boy - Frankreich - 1985: für das Album The Age of Consent - Kanada - 1985: für die Single Smalltown Boy - Neuseeland - 1985: für die Single Smalltown Boy - Niederlande - 1984: für das Album The Age of Consent - Spanien - 2024: für die Single Smalltown Boy | Platin-Schallplatte - Italien - 2024: für die Single Smalltown Boy - Kanada - 1985: für das Album The Age of Consent - Neuseeland - 1985: für das Album The Age of Consent |

Anmerkung: Auszeichnungen in Ländern aus den Charttabellen bzw. Chartboxen sind in ebendiesen zu finden.
| Land/RegionAuszeichnungen für Musikverkäufe (Land/Region, Auszeichnungen, Verkäufe, Quellen) | Silber     | Gold     | Platin     | Verkäufe  | Quellen                   |
| -------------------------------------------------------------------------------------------- | ---------- | -------- | ---------- | --------- | ------------------------- |
| Dänemark (IFPI)                                                                              | —          | Gold1    | —          | 45.000    | ifpi.dk                   |
| Deutschland (BVMI)                                                                           | —          | 2× Gold2 | —          | 500.000   | musikindustrie.de         |
| Frankreich (SNEP)                                                                            | —          | Gold1    | —          | 100.000   | snepmusique.com           |
| Italien (FIMI)                                                                               | —          | —        | Platin1    | 100.000   | fimi.it                   |
| Kanada (MC)                                                                                  | —          | Gold1    | Platin1    | 150.000   | musiccanada.com           |
| Neuseeland (RMNZ)                                                                            | —          | Gold1    | Platin1    | 30.000    | aotearoamusiccharts.co.nz |
| Niederlande (NVPI)                                                                           | —          | Gold1    | —          | 50.000    | nvpi.nl                   |
| Schweiz (IFPI)                                                                               | —          | —        | Platin1    | 50.000    | hitparade.ch              |
| Spanien (Promusicae)                                                                         | —          | Gold1    | —          | 30.000    | elportaldemusica.es       |
| Vereinigtes Königreich (BPI)                                                                 | 4× Silber4 | Gold1    | 3× Platin3 | 2.260.000 | bpi.co.uk                 |
| Insgesamt                                                                                    | 4× Silber4 | 9× Gold9 | 7× Platin7 |           |                           |